# Talas (gruppo musicale statunitense)
I Talas sono un trio di musicisti statunitensi formatosi nel 1974. La formazione originale comprendeva anche Dave Constantino alla chitarra e il batterista Paul Varga, che sono anche gli attuali componenti del gruppo.

## Storia
La band riscosse notevole successo locale tra la fine degli anni settanta e l'inizio degli ottanta, ma l'uscita dalla band di Sheehan  nel 1985, segnò il   scioglimento della band.
Nel novembre 1997 Sheehan organizzò una riunione con la formazione originale, che però si sciolse nuovamente nel 1998.
Nel 2021 la band si riforma, e incide un nuovo album in studio.  

## Formazione

### Attuale
- Dave Constantino – voce, chitarra (1974-1983, 1997-1998; 2021-presente)
- Billy Sheehan – basso (1974-1986; 1997-1998; 2021-presente)
- Paul Varga – batteria (1974-1986, 1997-1998; 2021-presente)

### Ex componenti
- Al Pitrelli - chitarra (1982-1983)
- Mitch Perry - chitarra (1983-1986)
- Phil Naro - voce  (1983-1986)
- Bruno Ravel - basso (1986)

## Discografia

### Album in studio
- 1979 - Talas
- 1982 - Sink Your Teeth Into That
- 1998 - If We Only Knew Whjat They Know Now
- 2022 - 1985

### Album dal vivo
- 1983 – High Speed On Ice
- 1998 – Live In Buffalo

### Raccolte
- 1990 - Talas Years